# Alfred Jarry

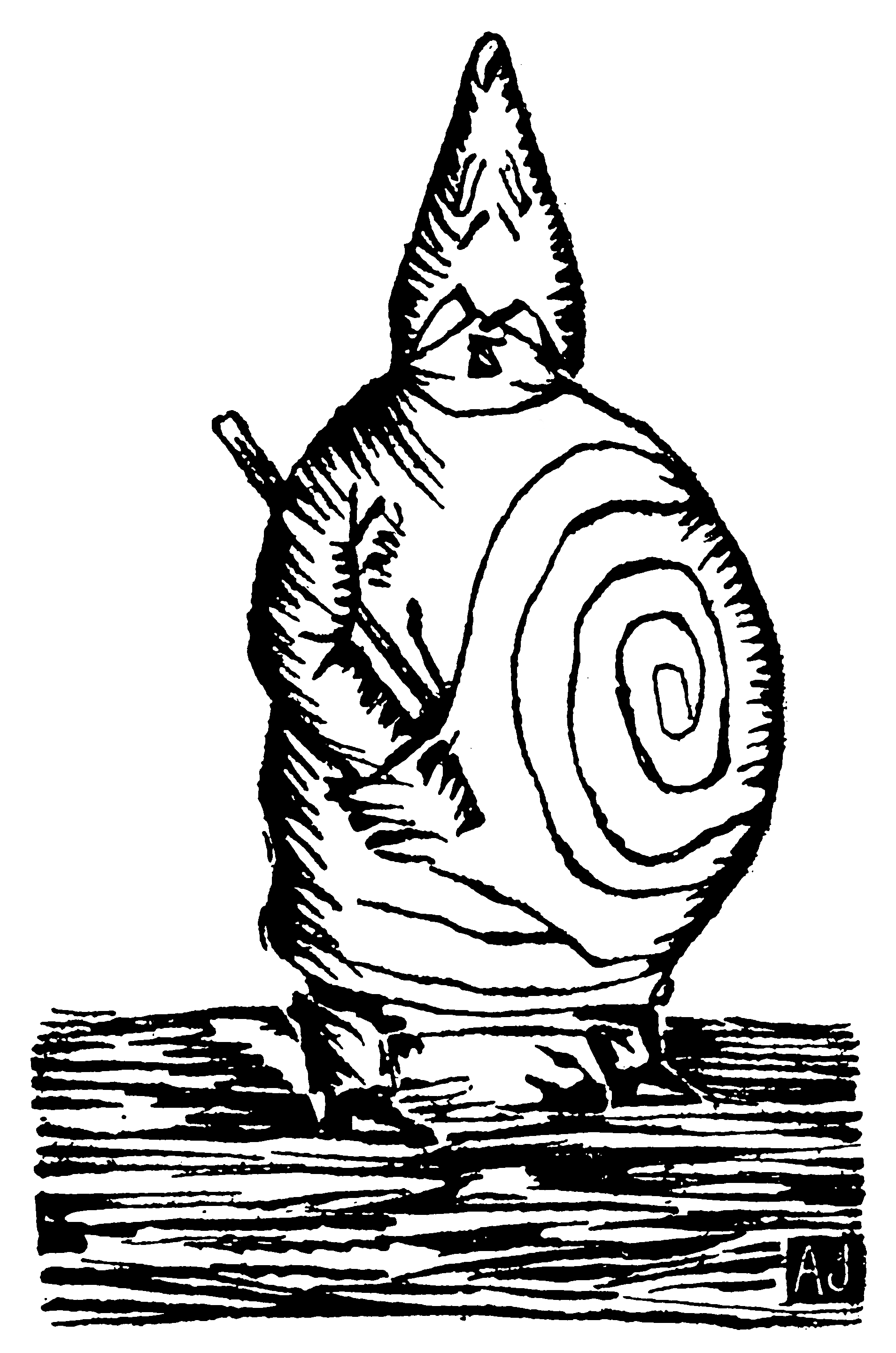
Ojciec Ubu, patron ’patafizyki

Alfred Henry Marie Jarry (ur. 8 września 1873 w Laval, zm. 1 listopada 1907 w Paryżu) – francuski dramaturg, powieściopisarz i poeta.

## Życiorys
Ekscentryk, zapalony cyklista, bohater setek anegdot, głośna postać paryskiej bohemy przełomu wieków. Jako poważny twórca odkryty dopiero przez surrealistów. Urodził się w zubożałej bretońskiej rodzinie mieszczańskiej. Gruntowne wykształcenie zdobył w Rennes, następnie studiował w paryskiej École Normale Supérieure. W wieku 12 lat zaczął pisywać poezję i prozę. W Paryżu jego przyjacielem został późniejszy poeta Léon-Paul Fargue. Początkowo literackich inspiracji szukał w Pieśni Maldorora Lautrémonta, potem związał się z paryską cyganerią. W 1896 roku w Théâtre de l’Oeuvre reżyser Aurélian Lugné-Poe wystawił jego najsłynniejszą farsę Ubu Król czyli Polacy. Sztuka wywołała skandal i uważana jest za antycypację teatru absurdu. Przez następne lata utrzymywał się z regularnego pisania do kilku gazet m.in. Mercure de France. Zainspirowany Wehikułem czasu H.G. Wellsa, napisał pseudonaukową pracę O budowie wehikułu czasu, tworząc w niej pojęcie patafizyki – dowcipnego połączenia metafizyki i fizyki teoretycznej. Żył życiem awangardowego artysty. Zmarł w wieku 34 lat z powodu powikłań wywołanych gruźlicą i alkoholizmem.
Napisał cykl sztuk o strasznym mieszczuchu imieniem Ubu, misterium Cezar-Antychryst, opowiadania Odwiedziny Amora, powieści: Dni i noce, Czyny i myśli doktora Faustrolla, patafizyka (1911), Nadsamiec, Miłość absolutna, Dragonka oraz setki felietonów.
Ukuł nowy wulgaryzm – „grówno” (fr. Merdre!, tłum. T. Boy-Żeleński) oraz stworzył nową „dziedzinę nauki” – patafizykę (fr. la ’Pataphysique).
Na wpół żartobliwe badania najdrobniejszych aspektów jego dzieła prowadzi założone w 1948 roku Collège de 'Pataphysique, skupiające wielu awangardowych artystów z całego świata (Eugène Ionesco, Boris Vian, Jean Baudrillard).

## Publikacje
- Les Minutes de sable mémorial, 1894
- Cezar-Antychryst (César-Antéchrist, 1895)
- Ubu Król czyli Polacy (Ubu Roi ou les Polonais, 1896[1])
- Dni i noce (Les Jours et les Nuits, 1897)
- Odwiedziny Amora (L’Amour en visities, 1898)
- Miłość absolutna (L’Amour absolu, 1899)
- Nadsamiec (Le Surmâle, 1902)
- Ubu skowany (Ubu enchaîné, 1902)
- Czyny i myśli doktora Faustrolla, Patafizyka: powieść neoscjentystyczna (Gestes et opinions du docteur Faustroll, pataphysicien) (1911, post-mortem)